# Махмудов-Кацранский, Эфенди Махмудович
Эфенди (Аппани) Махмудович Махмудов-Кацранский (1893, с. Кацран, Казикумухский округ, Дагестанская область, Российская империя — 1975) — революционер, борец за установление Советской власти в Азербайджане и Дагестане. Участник Гражданской войны на Кавказе. Активный участник соцстроительства в Дагестане. Начальник управления милиции Дагестана 1936—1937 гг..

## До революции 1917 года
Эфенди Махмудов родился в 1893 году в с. Кацран Кази-Кумухского округа Дагестанской области. В 1905 году Эфенди было 12 лет, когда в поисках заработка оказался в гор. Баку. Он становится учеником в сапожной мастерской, которая соседствовала с рабочим клубом и была явочной квартирой, где часто собирались большевики.
Начинается новый период в жизни молодого Эфенди. Выполняя поручения подпольной организации, он постепенно приобщается к революционному движению бакинского пролетариата.
По возвращении Махмудов активно участвует в борьбе против царского режима вместе с Серго Орджоникидзе, Степаном Шаумяном, Григорием Петровым, Нариманом Наримановым и с другими видными революционерами Кавказа.

## Революция и гражданская война
В 1909 году вступил в РСДРП, с 1918 года член РКП(б). Активный участник Иранской революции 1905—11. С 1909 по 1914 годы соратник вождей революции Саттар-хана и Багир-хана, организатор боевых отрядов в северном Иране, в Тебризе и Гиляне. В начале революции 1917 года Махмудов будучи тяжело болен возвращается на родину, где не был 12 лет. В Кази-Кумухе Махмудов участвует в создании первой Красной милиции в Дагестане и боевых дружин для борьбы против деникинцев и горского правительства. В феврале 1918 года эти боевые отряды нанесли поражение деникинцам под с. Унчукатль. После этого Махмудова срочно отозвали в Баку, в связи с турецким вторжением в Азербайджан, а также с началом армяно-азербайджанской резни и установлением Бакинской коммуны. Ему поручено командовать Баладжарским фронтом, куда отправились «чалманосцы» из Дагестана. Отряды из русских, азербайджанцев, дагестанцев и курдов разбив отряды Гоцинского, заставляют отойти их до Порт-Петровска. Махмудов отличился при обороне баррикад на Цициановской улице в Баку, в ходе которой были спасено сотни людей от резни, в частности семья миллионера Бейбутова и Степан Шаумян. За это Эфенди был назван героем народа Азербайджана. Летом 1918 года Советская власть в Баку пала. С боями Махмудов со своим отрядом ушёл из Баку в Муганскую степь. Бакинские комиссары, стоявшие во главе Бакинской коммуны, оказались в Баиловской тюрьме. Партизанские отряды Махмудова штурмом захватили тюрьму, освободили своих друзей, а после посадили их на пароход и отправили в Астрахань, но в пути были перехвачены и расстреляны в песках, Махмудов смог уйти в Дагестан. В статье про комиссаров написано, что они были освобождены Анастасом Микояном. В сентябре 1918 года большевики Казикумухского округа создают «Армию свободы», во главе с Махмудовым, которая вместе с отрядами аварцев и даргинцев двинулась в Темир-Хан-Шуру на разгром деникинцев и войск горского правительства. Повстанцы попали в засаду и после жестокого сражения отступили. Восстание было подавлено. Махмудову вновь удалось избежать пленения и уйти в Муганскую степь к своему отряду. В начале сентября он вновь приезжает в Баку, где в это время состоялось первое заседание временного Дагестанского областного комитета РКП(б). Заседание вел С. Казбеков, секретарём был Гавриленко. 15 сентября Дагобком РКП(б) своим решением назначает Махмудова членом совета Южного фронта, начальником пограничного, партизанского и вспомогательного отрядов.
Штаб Южного фронта находился в Касумкенте, а погранкомендатура на станции Ялама. В погранотряд были направлены лучшие повстанцы. Граница имела очень большую протяженность. В ноябре 1919 года к станции Ялама подступил из Азербайджана генерал Лео Керселидзе, шедший на помощь отряду Лазаря Бичерахова с целью захвата Дербента и Порт-Петровска. Но войска Махмудова-Кацранского отбили нападение. Захваченное в боях оружие направили в Темир-Хан-Шуру. В это же время Махмудовым и пограничными чекистами была обезврежена большая группа разведчиков во главе с Мустафой Бутбаем, действовавшая под видом учёных из Турции. Это была первая победа дагестанских чекистов в 1919 году.
27 апреля 1920 года XI Красная Армия (Кавказский фронт) закончив 4-й этап Северо-Кавказской операции начинает наступление на Баку. 4 советских бронепоезда под командованием М. Г. Ефремова, с красноармейцами XI армии и пограничниками Махмудова, пересекли границу у реки Самур, для чего Эфенди пришлось с риском для жизни уничтожить белый бронепоезд блокировавший мост, вследствие чего был открыт путь частям 11-й армии в Баку. Здесь Э. Махмудов впервые встретился с С. М. Кировым и получил от него революционную благодарность и именной маузер. Утром 28 апреля, практически не встретив сопротивления, красные отряды вступили в Баку. Азербайджан был объявлен Советской Социалистической Республикой. В мае 1920 года, после освобождения Баку, Махмудов, ставший уже начальником особого отряда XI армии насчитывающей людей в 700 сабель, эта была крупная военная сила в условиях Дагестана, был срочно отозван советским правительством Дагестана и назначен начальником милиции Кази-Кумухского округа и партизанских отрядов. Ему было приказано ликвидировать мятеж в с. Ругуджа и Согратль, дальше он направился на помощь осаждённым Хунзаху и Гунибу, освободив по пути Чох, Кегер и ряд других сёл. Весной 1921 года отряду Махмудова-Кацранского участвовал окончательном разгроме войск Горского правительства у села Унчукатль. Эфенди Махмудов-Кацранский имеет особые заслуги в освобождении Гуниба, Хунзаха, Чоха, Кегера, Кумуха, Касумкента, являлся душой и руководителем героической обороны Унчу-катля.

## После Гражданской войны
После окончания Гражданской войны на Кавказе Махмудов активно участвовал в создании дагестанской Красной милиции. Организатор и руководитель органов милиции, УГРо, ВЧК и ГПУ Дагестана. В 20—30-х годах Эфенди боролся с бандитизмом и терроризмом, занимался ликвидацией антисоветских мятежей и восстаний. Под его руководством был ликвидирован мятеж в Южном Дагестане в 1930 году. Будучи начальником Хасавюртовской окружной милиции участвовал в подавлении восстания в округе и в Чечне. О его мужестве, героизме и хладнокровии говорит такой случай. Страх на население города Хасавюрта и округа наводила банда братьев Алипши. Эфенди Махмудов решил обезглавить банду, то есть захватить её главарей, обоих братьев. Вместе с прокурором округа Багачевым из сел. Тулизма он решил поехать в гости к Алипши. Прибыв в их село, гости остановились в доме бандитов. Когда женщины подали обед, Эфенди сказал: «Что, в этом доме мужчин нет или забыли обычай дагестанский?». После этого из потайной двери в комнату вошли оба брата. Они были поражены, что сам Эфенди Кацранский у них в гостях и без охраны. Он их убедил в бесполезности борьбы с Советской властью и уговорил их сдаться. Таких эпизодов у Махмудова было много. В 1936 году назначен начальником управления милиции Дагестана (министром внутренних дел) и проработал там один год, но после конфликта с В. Г. Ломоносовым уволился.
Великую Отечественную войну встретил командиром кавалерийского полка на Южном фронте.

## Награды
Махмудов был трижды награждён орденом «Красного Знамени» в 1921—1923 годах, именным оружием и многими высшими наградами РСФСР и СССР. В 1927 году Махмудов стал первым дагестанцем, которому НКВД СССР вручил серебряный знак «Почётного чекиста». Совет труда и обороны СССР, назвал его «героем из героев» и поручил в ноябре 1937 года пронести знамя мимо мавзолея Ленина во главе сводного полка Героев Гражданской войны.